# Corneliano d'Alba
Corneliano d'Alba (en français Curnian) est une commune italienne de la province de Coni, dans la région Piémont.

## Administration
| Période                                  | Période | Identité | Étiquette | Qualité |
| ---------------------------------------- | ------- | -------- | --------- | ------- |
|                                          |         |          |           |         |
| Les données manquantes sont à compléter. |         |          |           |         |

### Communes limitrophes
Alba, Baldissero d'Alba, Guarene, Montaldo Roero, Monticello d'Alba, Piobesi d'Alba, Sommariva Perno, Vezza d'Alba.

### Jumelages
- Bezouce (France)